# AnandTech
AnandTech，是未來出版社旗下线上電腦硬體雜誌。1997年4月，时年15岁的安南德·拉爾·辛皮创立，担任雜誌執行長兼主编，直到2024年8月30日，由Ryan Smith 接替主编一職。AnandTech最初是现成零組件的硬體评论和详尽基准测试的来源，主要针对組電腦的爱好者，隨後扩展至智慧型手機、平板电脑等移动裝置。
AnandTech一些关于手机等大众产品的文章會與CNN商業联合发布。 AnandTech也是一些科技界二手交易書籍推薦的论坛。 2014年12月17日，AnandTech由Purch收购。2018年，Purch又被未來出版社收购。 
2024年8月30日，雜誌停止營運。 據悉，网站内容将保留，但不会再发布任何新的文章或评论。 AnandTech 论坛将继续运营。

## 历史
网站成立初期，马修·维特勒（Matthew Witheiler）曾担任共同拥有者和資深硬體编辑，为网站撰写评论。 
2006年，AnandTech 推出了名为DailyTech 的衍生科技新闻网站。同年，AnandTech 的同行刊物Tom’s 硬體指南的新闻栏位也做出类似的改革，更名为TG Daily 。
2014年12月17日，Purch 宣布收购 Anandtech.com。 
2018年，未來出版社收購Anandtech和Purch其他旗下消费品牌。  
编辑团队还包括資深编辑 Ian Cutress（2022 年 2 月离职 ），以及主機板专家 Gavin Bonshor。  2023 年 1 月，  Gavin Bonshor 晋升为資深编辑，取代了前任資深编辑 Ian Cutress。
2024 年 8 月 30 日，AnandTech 宣布立即停止出版。该网站将作为档案封存，保留在线，而其社群论坛将继续运营。  